# Tarka koronafürt
A tarka koronafürt (Securigera varia) a pillangósvirágúak (Fabaceae) családjába tartozó szálas takarmány növényfaj. Száraz és félszáraz sziklai és pusztai gyepek jellemző növénye.

## Elterjedése
Gyeptársulásokban Európa legtöbb országában előfordul, azonban a Kárpátoktól északra csak szórványosan találkozhatunk vele. Termesztésbe vonása az USA-ban kezdődött annak ellenére, hogy valószínűleg Európából, a lucerna vetőmagjával került át a tengerentúlra.
Az 1970-es években mint egy új kultúrnövényfajt honosította Bócsa Iván a magyar mezőgazdaságba. Vad alakja Magyarországon általánosan előfordul.

## Jellemzői
Kaszálókon, szárazabb réteken és nyílt erdőben gyakori lágy szárú, 30–120 cm magas vagy hosszú kúszó, évelő növény. Élettartama 4–6 év. Enyhén mérgező.
Szára szögletes, kopasz vagy gyéren szőrös. Levelei elliptikusak, egyszeresen szárnyaltak, a levélkék rövid nyelűek. Fürtös virágzata füzér formájú. Májustól novemberig virágzik. Termése cikkes hüvely, mely éréskor a befűződéseknél szétesik.
Lassú növekedésű. Talaj iránt nem érzékeny, de a meszes talajokat kedveli, a szárazságot jól, ám a pangóvizet nem jól tűri. Tápanyagigénye kisebb a lucernánál. Kevés kórokozója és kártevője van.
Nevét virágainak fehér és rózsaszín tarka színezetéről és formájáról kapta. Értékes takarmánynövény, nem okoz puffadást és a méhek is szeretik.
Fajták: Albacor (1996.), Kompolti (1983.).